# بيتيت جيسوس نتيديم
بيتيت جيسوس نتيديم (بالفرنسية: Petit Jesus Ngnitedem)‏ (مواليد 22 أغسطس 1984) هو ملاكم غابوني، مثّل بلاده في الألعاب الأولمبية الصيفية 2004.

## روابط خارجية
بيتيت جيسوس نتيديم على موقع أوليمبيديا (الإنجليزية)